# Encyocrypta bertini
Encyocrypta bertini – gatunek pająków z infrarzędu ptaszników i rodziny Barychelidae. Występuje endemicznie na Nowej Kaledonii. Zasiedla lasy deszczowe.

## Taksonomia
Gatunek ten opisany został po raz pierwszy w 1994 roku przez Roberta Ravena na podstawie dwóch samic odłowionych w 1990 roku. Jako lokalizację typową wskazano górę Mandjélia na południe od Bondé. Epitet gatunkowy nadano na cześć generała Bertina, w podziękowaniu za jego współpracę z francuską organizacją naukową ORSTOM.

## Morfologia
Holotypowa samica ma ciało długości 15 mm oraz karapaks długości 5,6 mm i szerokości 5 mm. Karapaks jest w zarysie prawie jajowaty, ubarwiony pomarańczowobrązowo z parą brązowych trójkątnych znaków na części głowowej i brązowym siateczkowaniem na bokach, porośnięty czarnymi włoskami. Jamki karapaksu są krótkie i proste.  Szczękoczułki są ciemnopomarańczowobrązowe, pozbawione rastellum. Bruzda szczękoczułka ma 11 dużych zębów i 3 zęby mniejsze na krawędzi przedniej oraz 6 małych ząbków i około 10 ziarenek w części środkowo-nasadowej.  Szczęki zaopatrzone są w 9–11 tępych kuspuli. Odnóża są pomarańczowobrązowe, pozbawione obrączkowania. Nie występują na nich ciernie bazyfemoralne ani cierniowate kolce. Pierwsza i druga para odnóży ma kolce na goleniach i nadstopiach. Opistosoma (odwłok) jest z wierzchu brązowa z drobnym, białym nakrapianiem i czterema Λ-kształtnymi znakami z tyłu. Spód opsistosomy jest brązowy z jasnymi znakami. Genitalia samicy mają dwie spermateki, każda o formie kopułki na szypułce z głównym płatem środkowym tak wysokim jak płat boczny.

## Ekologia i występowanie
Pająk ten występuje endemicznie w Prowincji Północnej Nowej Kaledonii, gdzie zasiedla wyłącznie lasy deszczowe na górze Mandjélia. Stwierdzony został na wysokości 750 m n.p.m.
Gniazduje w butwiejących kłodach. Buduje oprzęd o beczułkowatym kształcie długości od 6 do 8 cm, zamknięty z obu stron wieczkami.
Do ptaszników występujących z nim sympatrycznie należą zaliczane do tej samej rodziny Orstom undecimatus, Encyocrypta grandis i Mandjelia platnicki.